# Juwangsan nationalpark
Juwangsan nationalpark (koreanska: Juwangsan-guglibgongwon) är en nationalpark i Sydkorea.   Den ligger i provinsen Norra Gyeongsang, i den östra delen av landet, 240 km sydost om huvudstaden Seoul. Juwangsan nationalpark ligger cirka 870 meter över havet.
Nationalparken som inrättades 1976 täcker en yta av 107,3 km². Landskapet är av vulkaniskt ursprung och bergarterna bildades för 70 miljoner år sedan. De högsta topparna i bergstrakten ligger 720 till 907 meter över havet. Ett markant berg och hela området är uppkallat efter en rebell med namnet Ju (Judo) som levde under senare skede av kungariket Silla. Han gjorde uppror och utropade sig själv som kung men sedan fick han gömma sig i denna bergstrakt.
I skyddsområdet registrerades 88 växtarter och 924 djurarter. Vid vattendragen lever bland annat uttrar.